# Rubus corbierei
Rubus corbierei är en rosväxtart som beskrevs av Jean Nicolas Boulay och Corbiere. Rubus corbierei ingår i släktet rubusar, och familjen rosväxter. Inga underarter finns listade i Catalogue of Life.